# Điện ảnh Thái Lan
Điện ảnh Thái Lan khởi nguồn từ nền điện ảnh những ngày đầu, khi chuyến viếng thăm đến Bern, Thụy Sĩ của vua Chulalongkorn vào năm 1897 được François-Henri Lavancy-Clarke ghi hình lại. Bộ phim sau đó được mang về Bangkok và được triển lãm. Điều này đã gây ra nhiều sự quan tâm hơn đến bộ phim của gia đình Hoàng gia Thái Lan và các doanh nhân địa phương, khi họ đã mang các thiết bị làm phim vào nước và bắt đầu triển lãm các bộ phim nước ngoài. Đến thập niên 1920, ngành công nghiệp điện ảnh địa phương đã được bắt đầu và vào những năm 1930, ngành công nghiệp điện ảnh Thái Lan đã đi đến "thời kỳ hoàng kim" đầu tiên, với một số hãng sản xuất phim.
Những năm sau Chiến tranh Thế giới thứ hai ngành điện ảnh dần được hồi sinh, khi sử dụng phim 16 mm để sản xuất ra hàng trăm bộ phim ở thời điểm bấy giờ và nhiều bộ phim trong số đó là những bộ phim hành động phức tạp. Sự cạnh tranh từ Hollywood đã đẩy ngành công nghiệp Thái Lan xuống trong thập niên 1980 và 1990, nhưng đến cuối những năm 1990, Thái Lan đã có một "làn sóng mới" với các đạo diễn như Nonzee Nimibutr, Pen-Ek Ratanaruang và Apichatpong Weerasethakul, cũng như anh hùng phim hành động Tony Jaa, với các phim được công chiếu tại các liên hoan phim trên toàn thế giới.

## Lịch sử

### Những bộ phim đầu
Auguste và Louis Lumière đã có một triển lãm phim lưu diễn tại Đông Nam Á vào năm 1894 và vào ngày 9 tháng 6 năm 1897, "nhà quay phim tuyệt vời ở Paris" ("the wonderful Parisian cinematograph") đã được chiếu ở Bangkok, và là buổi chiếu phim đầu tiên được biết đến ở Thái Lan.
Cùng năm đó, bộ phim về chuyến thăm châu Âu của nhà vua Chulalongkorn đã được đưa trở lại Thái Lan, cùng với thiết bị máy ảnh được mua lại bởi anh trai của nhà vua là hoàng tử Thongthaem Sambassatra (tiếng Thái: พระองค์เจ้าทองแถมถวัลยวงศ์ กรมหลวงสรรพสาตรศุภกิจ). Ông được coi là "cha đẻ của điện ảnh Thái Lan" khi đã làm nhiều bộ phim và tác phẩm của ông được trình chiếu thương mại.
Doanh nhân Nhật Bản đã mở rạp chiếu phim dài hạn đầu tiên "The Japanese Cinematograph" vào năm 1905. Các bộ phim Nhật Bản nổi tiếng đến mức nang yipun trở thành thuật ngữ chung cho tất cả các phim điện ảnh. Các bộ phim châu Âu và châu Mỹ từng được gọi là nang farang (sau nang yai (các vở múa rối bóng) là một nghệ thuật truyền thống của Thái Lan).
Dưới quyền của một gia đình hoàng gia khác là hoàng tử Kamphangphet, ban sản xuất phim thời sự của Đường sắt quốc gia Thái Lan đã được thành lập. Ban này đã sản xuất nhiều phim tài liệu quảng cáo cho ngành đường sắt và các cơ quan chính phủ khác và trở thành nơi đào tạo quan trọng cho nhiều nhà làm phim.  Một trong những tác phẩm đầu tiên là
Sam Poi Luang: Great Celebration in the North (tiếng Thái: สามปอยหลวง), là vở kịch dựa trên tình huống có thật đã trở thành hit tại thời điểm phát hành vào năm 1940.
Một trong những bộ phim đầu tiên của Thái Lan là Nang Sao Suwan hay Miss Suwanna of Siam, là bộ phim Hollywood hợp tác với ban sản xuất phim thời sự, trong đó đạo diễn và viết kịch bản là người Mỹ gốc Canada Henry MacRae. Phim được công chiếu vào ngày 22 tháng 6 năm 1923 tại Bangkok tại Phathanakorn Cinematograph. Không may, Miss Suwanna đã bị mất trong những năm qua, hiện chỉ còn lại một vài bức ảnh.
Bộ phim đầu tiên được thực hiện hoàn toàn bởi người Thái là Chok Sorng Chan (Double Luck), sản xuất bởi công ty Bangkok Film Company của anh em Wasuwat vào năm 1927 và được đạo diễn bởi Manit Wasuwat (tiếng Thái: มานิต วสุวัต). Cùng năm đó, công ty phim Tai Phapphayon Thai Company đã sản xuất bộ phim Mai Khit Loei (Unexpected).
Mười bảy bộ phim được thực hiện từ năm 1927 đến 1932, nhưng chỉ còn những đoạn phim nhỏ còn sót lại, chẳng hạn như cuộc rượt đuổi xe hơi dài một phút trong Chok Song Chan hoặc một trận đấu quyền anh hai đến ba phút trong Khrai Di Khrai Dai (None But the Brave).
Hollywood cũng sẽ làm phim ở Siam trong thời gian này, bao gồm phim tài liệu, Chang của Merian C. Cooper và Ernest B. Schoedsack, kể về một người nông dân nghèo đang vật lộn để kiếm sống trong rừng. Khi thực hiện bộ phim, họ được hoàng tử Yugala Dighambara, ông nội của nhà làm phim hiện đại Chatrichalerm Yukol đã hỗ trợ.
Robert Kerr, người từng làm trợ lý đạo diễn cho Henry MacRae trong Miss Suwanna trở lại Siam vào năm 1928 để chỉ đạo bộ phim của riêng mình The White Rose. Bộ phim được công chiếu ở Bangkok vào tháng 9 năm 1928.

### Thời kỳ hoàng kim
Đến năm 1928, bộ "phim nói" đầu tiên du nhập vào Thái Lan, gây ra sự cạnh tranh nặng nề với các phim câm của nước nhà. Theo truyền thống benshi tại Nhật Bản, các rạp chiếu phim địa phương đã có những người kể chuyện giải trí để giới thiệu các bộ phim cũng như các dàn nhạc truyền thống Thái Lan cùng với các các bộ phim làm hài lòng nhiều khán giả và chỉ trong vòng hai hoặc ba năm, các phim câm đã phải nhường chỗ cho những bộ phim nói.
Bộ phim nói Thái Lan đầu tiên là Long Thang (Gone Astray), sản xuất bởi anh em Wasuwat và công chiếu vào ngày 1 tháng 4 năm 1932. Được coi là một bộ phim tư tưởng trong thời kỳ cải cách chính trị, bộ phim đã chứng tỏ một thành công lớn và góp phần xây dựng nên công ty Sri Krung Talkie Film Company ở Bang Kapi. Hãng sản xuất ba đến bốn phim trong một năm.
Năm 1933, Sri Krung sản xuất bộ phim màu đầu tiên Grandpa Som's Treasure (Pu Som Fao Sap).
Thời kỳ này cho đến năm 1942 được các học giả coi là "Thời đại hoàng kim" cho phim Thái Lan.
Một trong những bộ phim đình đám của thời kỳ này là phim ca nhạc 1938 Klua Mia (Wife-phobia) của hãng phim Srikrung. Bộ phim được quay bằng bản màu của phim 35mm. Các ngôi sao là Chamras Suwakhon và Manee Sumonnat, những diễn viên Thái Lan đầu tiên được công nhận là ngôi sao điện ảnh bằng viện có tên được sơn lên ghế khi quay tại trường quay.
Khi Chiến tranh thế giới thứ hai nổ ra, đất nước bị lãnh đạo bởi chế độ độc tài dưới sự thống trị của Nguyên soái Plaek Pibulsonggram đã bị ép buộc phục vụ để làm phim tuyên truyền để đánh bại chủ nghĩa dân tộc.
Chính trị đối lập cũng dấn thân vào con đường làm phim, với chính khách Pridi Phanomyong sản xuất bộ phim King of the White Elephant năm 1940. Với tất cả các cuộc đối thoại bằng tiếng Anh, Pridi hy vọng gửi một thông điệp đến thế giới bên ngoài rằng ông không hài lòng với định hướng quân phiệt mà đất nước đang thực hiện. Bộ phim mô tả câu chuyện về một vị vua Siam cổ đại, người chỉ tham chiến sau khi bị tấn công.

### Phim lồng tiếng
Sự ra đời của âm thanh đã đặt ra một vấn đề khác cho điện ảnh Thái Lan: ngôn ngữ của những bộ phim nói. Không lâu sau, phương pháp lồng tiếng phát triển trong đó một người lồng tiếng sẽ cho ra một bản dịch đồng thời của đoạn hội thoại bằng cách nói tiếng Thái vào micrô ở phía sau rạp phim. Người lồng tiếng đầu tiên của Thái là Sin Sibunruang hay "Tit Khiaw", làm việc cho Siam Film Company và là biên tập viên của tạp chí điện ảnh của công ty. Tit Khiaw và các nhà lồng tiếng tài năng khác đã trở thành ngôi sao theo cách riêng của họ. Họ sẽ thực hiện tất cả các vai diễn trong các bộ phim, cả nam và nữ, cũng như các hiệu ứng âm thanh như tiếng động vật, xe hơi và tiếng súng.
Ngoài ra, có những công ty điện ảnh không đủ khả năng làm phim nói có ý định sẽ lồng tiếng tại các buổi chiếu bởi các diễn viên trực tiếp đọc từ kịch bản. Những bộ phim lồng tiếng này được chứng minh phổ biến như những bộ phim nói, đặc biệt là nếu người lồng tiếng có sự nổi tiếng nhất định.
Do phim 16 mm được sử dụng rộng rãi vào những năm 1970, kỹ thuật này đã tồn tại cho đến những năm gần đây, đặc biệt là cho các màn chiếu phim ngoài trời tại các hội chợ chùa ở khu vực nông thôn. Dẫn chứng cho thấy sự xuất hiện của diễn viên lồng tiếng trong các bộ phim Thái hiện đại có thể kể đến là Monrak Transistor (2000) và Bangkok Loco (2004).

### Những năm sau chiến tranh: Kỷ nguyên 16-mm
Sau Chiến tranh thế giới thứ hai, việc làm phim đã được tiến hành một lần nữa ở Thái Lan bằng cách sử dụng những thước phim đen trắng 16 mm còn dư từ sản xuất phim thời sự vào thời chiến.
Có ít nhất hai bộ phim Thái Lan được sản xuất vào năm 1946. Đó là phim hành động Chai Chatree (Brave Men), đạo diễn bởi cụ nhà báo và nhà làm phim Chalerm Sawetanant. Kịch bản của nhà văn Malai Chupinij, người sau này tiếp tục viết kịch bản cho các bộ phim khác của thời này, bao gồm Chao Fah Din Salai (Till Death Do Us Part). Bộ phim đáng chú ý khác của hãng National Film Archive sản xuất năm 1946 được chuyển thể từ truyện cổ, Chon Kawao (The Village of Chon Kawao).
Tuy nhiên, sự bùng nổ trong lĩnh vực điện ảnh sau chiến tranh thực sự đã diễn ra, khi phim đảo ngược màu 16 mm dễ dàng có được và làm phim được sử dụng. Những bộ phim có màu sắc sống động cũng được khán giả yêu thích, khiến hàng chục nhà làm phim mới tham gia kinh doanh..
Tương tự như lồng tiếng các bộ phim trong những năm trước chiến tranh, một số phim này đã có các nhà lồng tiếng cung cấp lời thoại và hiệu ứng âm thanh khi bộ phim đang chiếi, làm tăng thêm giá trị giải trí của các bộ phim. Từ năm 1947 đến năm 1972, 16 mm là tiêu chuẩn công nghiệp cho sản xuất phim Thái Lan.
Cú đột phá đầu tiên của kỷ nguyên này Suparb Burut Sua Thai (Thai Gentlemen Fighters) vào năm 1949 vượt xa các bộ phim Hollywood tại phòng vé địa phương. Thành công đó đã thúc đẩy sự nhiệt tình hơn cho việc làm phim, tạo ra "thời hoàng kim" thứ hai của điện ảnh Thái Lan.

### Chuyển đổi qua phim 35 mm
Ở đỉnh cao của kỷ nguyên 16 mm, nhà quay phim và đạo diễn Rattana Pestonji đã tìm cách sử dụng phim 35mm và nói chung là cải thiện chất lượng nghệ thuật của phim Thái Lan. Hầu hết các bộ phim của ông được coi là kiệt tác ngày nay bao gồm Santi-Weena, là bộ phim Thái đầu tiên ứng cử cho các giải thưởng quốc tế, tại Liên hoan phim châu Á-Thái Bình Dương 1954 ở Tokyo và Black Silk sản xuất năm 1961 là bộ phim Thái Lan đầu tiên tham dự Liên hoan phim quốc tế Berlin.
Mặc dù Rattana làm khá ít phim, ông đã làm việc không ngừng để thúc đẩy ngành công nghiệp điện ảnh và qua đời vào năm 1970 khi ông đang phát biểu trước các quan chức chính phủ về việc thành lập một công ty điện ảnh quốc gia.

### Thập niên 1970 và 1980
Thái Lan chứng kiến sự bùng nổ của các bộ phim được sản xuất tại địa phương trong những năm 1970 sau khi chính phủ Thái Lan đánh thuế nặng nề đối với các bộ phim nhập khẩu vào năm 1977, dẫn đến việc các hãng phim Hollywood tẩy chay Thái Lan. Để bắt kịp nhịp độ, Thái Lan đã tự làm 150 bộ phim vào năm 1978. Nhiều bộ phim trong số này là những bộ phim hành động tầm thường và bị các nhà phê bình và học giả chế giễu là "nam nao" (tiếng Thái: น้ำเหม็น) hay "nước bốc mùi".
Dù vậy những bộ phim nhận thức về xã hội cũng được thực hiện, đặc biệt bởi Hoàng tử Chatrichalerm Yukol, là một nhà làm phim từng theo học Hoa Kỳ và là thành viên của gia đình Hoàng gia Thái Lan - gia đình đã tham gia làm phim từ khi ngành công nghiệp bắt đầu nước Thái Lan. Trong số những bộ phim của Chatrichalerm trong những năm 1970 có Khao Chue Karn (Dr. Karn), đã chỉ ra nạn tham nhũng trong công vụ Thái Lan và gần như bị cấm bởi chế độ thống trị quân sự của Thanom Kittikachorn. Chatrichalerm còn thực hiện bộ phim Hotel Angel (Thep Thida Rong Raem), về một phụ nữ trẻ bị mắc kẹt trong cuộc sống mại dâm. Ông đã thực hiện hàng chục bộ phim dọc theo những dòng ý thức xã hội trong suốt những năm 1990, hiện thực hóa khúc hùng ca lịch sử hùng tráng The Legend of Suriyothai của ông vào năm 2001.
Một nhà làm phim khác trong thời gian này Vichit Kounavudhi, người góp phần cho ra các bộ phim hành động cũng như các tác phẩm có tính nhận thức về xã hội cao hơn như First Wife, nói về phong tục đàn ông lấy "vợ thứ hai" hay "mia noi" – uyển ngữ cho tình nhân. Vichit còn thực hiện bộ phim Her Name is Boonrawd (1985), nói về nạn mại dâm xung quanh một căn cứ không quân của quân đội Hoa Kỳ trong thời kì Chiến tranh Việt Nam. Tác phẩm nổi tiếng nhất của Vichit là hai bộ phim bán tài liệu Mountain People (Khon Phukao), kể về một câu chuyện phiêu lưu về một cặp vợ chồng trẻ bộ lạc đồi và Look Isan (Son of the Northeast), về một gia đình nông dân sinh sống ở Isan vào những năm 1930.
Cũng vào năm 1985, đạo diễn Euthana Mukdasanit đã thực hiện bộ phim Pee Seua lae Dawkmai (Butterfly and Flowers), nhấn mạnh những khó khăn dọc biên giới Nam Thái Lan. Bộ phim không chỉ giúp phơi bày những người Thái ở thành thị tại khu vực nghèo khổ, bộ phim đã phá vỡ mọi khuôn khổ trong việc miêu tả mối quan hệ Phật giáo - Hồi giáo. Phim đã giành giải Phim hay nhất tại Liên hoan phim quốc tế Hawaii.

### Làn sóng mới
Đến năm 1981, các hãng phim Hollywood gửi phim đến Thái Lan trở lại. Bên cạnh đó, truyền hình là một phần phát triển trong văn hóa Thái Lan. Đây là thời kỳ tuột dốc đối với ngành công nghiệp điện ảnh Thái Lan và đến giữa thập niên 1990, sản lượng của hãng phim đạt trung bình khoảng 10 phim mỗi năm.
Trước sự kiện khủng hoảng tài chính châu Á năm 1997, ba giám đốc của phim quảng cáo – Nonzee Nimibutr, Pen-Ek Ratanaruang và Wisit Sasanatieng – đã suy nghĩ những bộ phim cần phải mang tính nghệ thuật hơn để thu hút các nhà đầu tư và khán giả.
Bước đột phá đầu tiên diễn ra vào năm 1997, với bộ phim về chủ đề tội phạm của Nonzee, Dang Bireley's and Young Gangsters (2499 Antapan Krong Muang) thu được doanh thu phòng vé kỷ lục hơn 75 triệu baht. Cũng trong năm 1997, Pen-Ek's bộ phim hài cùng chủ đề Fun Bar Karaoke được chọn để phát tại Liên hoan phim Berlin - lần đầu tiên sau hai mươi năm, điện ảnh Thái Lan có sự hiện diện tại sự kiện quốc tế.
Bộ phim tiếp theo của Nonzee là câu chuyện ma Nang Nak, thậm chí còn đạt thành công lớn hơn khi kiếm được 149,6 triệu baht, trở thành bộ phim có doanh thu cao nhất vào thời điểm đó.
Wisit, người đã viết kịch bản cho Dang Bireley và Nang Nak, bật lên với tác phẩm Tears of the Black Tiger, là sự tôn sùng phim Viễn Tây siêu thực với những bộ phim hành động Thái Lan những năm 1960 và 70. Đó là bộ phim đầu tiên được đưa vào chương trình tại Liên hoan phim Cannes.
Ngoài ra còn có anh em Pang là người Hong Kong, đến Thái Lan để làm phim thời đại, khởi đầu với Bangkok Dangerous và phim kinh dị Nhật Bản The Eye.

### Phim indie Thái Lan
Với Làn sóng mới, các đạo diễn đạt được thành công về thương mại và nghệ thuật, một loạt các nhà làm phim mới đã phát triển không qua các hệ thống hãng phim truyền thống và thường bị hạn chế của Thái Lan, tạo ra các bộ phim ngắn và các thử nghiệm.
Dẫn đầu phong trào làm phim indie là Apichatpong Weerasethakul, với bộ phim thử nghiệm Blissfully Yours năm 2002 thắng giải Un Certain Regard tại Liên hoan phim Cannes. Với một cảnh quan hệ nhạy cảm khi một người đàn ông Miến Điện và một người phụ nữ Thái trong rừng, bộ phim chỉ được chiếu theo các suất chiếu giới hạn ở Thái Lan và DVD phát hành tại Thái của bộ phim bị kiểm duyệt. Bộ phim tiếp thoe của Apichatpong, Tropical Malady, kể về mối tình đồng tính giữa một người lính quân đội và một anh chàng nhà quê, chiến thắng giải thưởng của ban giám khảo tại Cannes. Phim chỉ được chiếu giới hạn ở Thái Lan.
Các đạo diễn indie khác là Aditya Assarat (Wonderful Town), Anocha Suwichakornpong (Mundane History), Pimpaka Towira (One Night Husband), Thunska Pansittivorakul (Voodoo Girls), Sivaroj Kongsakul (Eternity), Wichanon Somumjarn (In April the Following Year, There Was a Fire) và Nawapol Thamrongrattanarit (36).

## Kiểm duyệt
Tất cả các bộ phim, gồm VCD và DVD đều được đặt dưới sự giám sát của hội đồng kiểm duyệt. Đến trước năm 2009, các bộ phim được quy định bởi Đạo luật Phim năm 1930.
Hội đồng kiểm duyệt đầu tiên bao gồm cả nam và nữ và được rút ra từ hàng ngũ quý tộc, cơ quan công vụ và cảnh sát. Mỗi bộ phim được kiểm duyệt thông qua phải có một con tem trên cuộn phim và mỗi quảng cáo được in cũng phải có tem. Cảnh sát quốc gia chịu trách nhiệm sàng lọc các bộ phim và video cho đến tháng 9 năm 2005, khi Bộ Văn hóa của chính phủ tiếp quản chức năng này. Mỗi VCD và DVD được bán để xem tại nhà phải có một con tem do Hội đồng kiểm duyệt thông qua.
Trên một số VCD và DVD được sản xuất tại Thái Lan, các cơ quan kiểm duyệt đôi khi rất khó khăn trong việc chống lại các mô tả khỏa thân, sex, hút thuốc, sự xuất hiện của rượu, cảnh súng chỉa vào người và các hình ảnh bị cấm trên phát sóng truyền hình. Trong các trường hợp khác, các hành vi bạo lực có thể không được thông qua, nhưng tình dục và ảnh khoả thân sẽ được chỉnh sửa.
Trước thời đại kỹ thuật số, kéo và sáp dầu là những công cụ kiểm duyệt. Ngày nay, những hình ảnh vi phạm được làm mờ điện tử. Hiệu ứng của làm mờ phổ biến đến mức đã bị châm biếm trong các bộ phim, như phim hài hành động năm 2004, Jaew hay M.A.I.D., hay bộ phim hài về zombie SARS Wars.
Các đĩa DVD nhập khẩu thường không bị ảnh hưởng bởi chính quyền Thái Lan, mặc dù các cơ quan giám sát của Bộ Văn hóa đã cấm các mặt hàng, hoặc ít nhất là khuyến khích mạnh mẽ các nhà bán lẻ không bán chúng. Từ thời điểm Bộ Văn hóa tiếp quản hội đồng kiểm duyệt cho đến tháng 3 năm 2006, khoảng 40 đầu đĩa VCD hoặc DVD đã bị cấm, mặc dù trước đó không có danh sách các phim bị cấm.
Năm 2007, bộ phim indie Syndromes and a Century đã bị cắt bớt trước khi công chiếu ở Thái Lan. Các nhà kiểm duyệt phản đối việc mô tả một nhà sư Phật giáo chơi guitar, một bác sĩ hôn bạn gái của anh ta, một số bác sĩ uống rượu whisky trong phòng hội nghị của bệnh viện và một số nhà sư chơi với một chiếc đĩa bay điều khiển từ xa. Đạo diễn Apichatpong Weerasethakul sẽ không cắt bớt và rút bộ phim của ông ra khỏi Thái Lan. Phim đã được chiếu ở các nước khác.
Sau tranh cãi với Syndromes and a Century, phong trào điện ảnh Thái Lan tự do bắt đầu có dâng trào vào cuối tháng 4 năm 2007. Một bản kiến nghị có chữ ký của các nghệ sĩ và học giả đã được gửi tới Hội đồng lập pháp quốc gia, xem xét cho ra một hệ thống phân loại phim điện ảnh. Hệ thống đề xuất, được thông qua bởi quân đội, được chỉ định bởi Hội đồng Lập pháp Quốc gia cũng gây tranh cãi, vì nó sẽ không áp dụng hệ thống phân loại mà vẫn còn giữ kiểm duyệt.
Đạo luật Phim 1930 đã được thay thế vào năm 2009 bởi một hệ thống phân loại phim. Hệ thống xếp hạng có sáu phân loại - G cho mọi khán giả, P ("promote") là phim giáo dục, 13+, 15+ và 18+ và 20 bị hạn chế, yêu cầu kiểm tra ID tại rạp chiếu phim. Ngoài ra mức phân loại thứ bảy là lệnh cấm hoàn toàn của hội đồng phim ảnh và video.

## Thể loại

### Hành động
Phim hành động là thể loại chủ yếu của phim Thái Lan. Trong những năm 1960 và 70, khi Mitr Chaibancha và Sombat Metanee là những anh hùng hành động hàng đầu, đã tạo ra hàng trăm bộ phim bom tấn.
Trong những năm gần đây, phim võ thuật có sự tham gia của Tony Jaa Ong-Bak: Muay Thai Warrior và Tom-Yum-Goong đã đặt phim hành động của Thái Lan trở lại bản đồ thế giới. Tương tự là bộ phim Kerd ma lui (Born to Fight), tiếp xúc nhiều hơn với biên đạo võ thuật Panna Rittikrai, người đã làm việc trong nhiều thập kỷ để thực hiện các bộ phim hành động kinh phí thấp, direct-to-video với vũ đạo nguy hiểm.
Văn hóa của các diễn viên đóng thế hạng B Thái Lan được nhìn nhận thêm trong bộ phim tài liệu năm 2005 Crying Tigers của Santi Taepanich.
Các phim hài hành động cũng đã chứng minh được sức phổ biến, trong đó Killer Tattoo được sản xuất vào năm 2001 bởi Yuthlert Sippapak, người đã tuyển diễn viên hài nổi tiếng của Thái Lan, bao gồm Petchtai Wongkamlao và Suthep Po- ngam trong vai những kẻ đánh nhau vụng về.

### Phim hoạt hình
Hoạt hình Thái Lan đã được thực hiện sau Chiến tranh thế giới thứ hai, khi họa sĩ Sanae Klaikluen được chính phủ Thái Lan yêu cầu làm một đoạn ngắn phim hoạt hình hướng dẫn công dân Thái Lan đội mũ và nông dân đi ủng.
Sanae lần lượt ảnh hưởng đến Payut Ngaokrachang, người đã làm một đoạn phim ngắn năm 1955 Haed Mahasajan nói về một cảnh sát giao thông. Payut tiếp tục thực hiện bộ phim hoạt hình đầu tiên và duy nhất của Thái Lan The Adventure of Sudsakorn vào năm 1979.
Do công việc đòi hỏi nhiều lao động liên quan đến hoạt hình, nên các hãng phim làm phim người đóng có chi phí rẻ hơn và lảng tránh làm phim hoạt hình. Nhưng trong những năm gần đây, cộng đồng công nghệ của Thái Lan đã tìm cách biến quốc gia này thành trung tâm của hoạt hình máy tính, với nhiều chương trình truyền hình hoạt hình, quảng cáo và trò chơi video được tạo ra ở Thái Lan.
Năm 2006, bộ phim hoạt hình máy tính đầu tiên của Thái Lan được phát hành Khan Khluay, kể về con voi chiến của Vua Naresuan đại đế. Đạo diễn bộ phim là Kompin Kemgunerd có các bộ phim như Atlantis: The Lost Empire, Tarzan, Blue Sky Studios và Ice Age trên Disney. Mặc dù tác phẩm được thực hiện trên máy tính, nhưng Kompin đã phải đối mặt với nhiều khó khăn về tài trợ và nguồn nhân lực tương tự như Payut.

### Hài kịch
Bất kể thể loại phim Thái nào, hầu hết các bộ phim – có thể là phim hành động, kinh dị hay lãng mạn - đều có yếu tố hài.
Một trong những bộ hài kịch cổ điển của thập niên 1960 là Ngern Ngern Ngern (Money, Money, Money). Vai chính của phim là Mitr Chaibancha và Petchara Chaowarat kể về câu chuyện khi cháu trai của một kẻ cho vay vô đạo đức đứng về phía một nhóm con nợ chống lại chú của mình. Bản làm lại của bộ phim được thực hiện vào những năm 1980.
Năm 2005, hài kịch Luang phii theng (The Holy Man) với sự tham gia của diễn viên hài Pongsak Pongsuwan trong vai một ông trùm đường phố giả danh thành một nhà sư Phật giáo là một trong những bộ phim hàng đầu tại phòng vé trong nước.

### Tội phạm
Hầu hết các bộ phim của Pen-Ek Ratanaruang đều là phim tội phạm, từ tác phẩm đầu tay của ông năm 1997 Fun Bar Karaoke đến Invisible Waves năm 2006.
Bộ phim hình sự dựa trên sự kiện có thật năm 2003 Macabre Case of Prom Pirom (Keunbab prompiram) của đạo diễn kỳ cụ Manop Udomdej, kể về vụ giết người hiếp dâm một phụ nữ trẻ năm 1977 ở một ngôi làng nông thôn đã gây tranh cãi bởi vì ngôi làng nơi xảy ra vụ án không muốn vụ việc được điều tra lại. Bộ phim được phát tại nhiều liên hoan ở nước ngoài, bao gồm cả Liên hoan phim châu Á New York.
Một vụ án tội ác có thật khác về một kẻ giết người hàng loạt ăn thịt người ở Bangkok vào năm 1946 đã được mô tả trong bộ phim năm 2004 Zee-Oui.

### Đồng tính
Kathoey (transsexual/transvestite) hoặc những người đồng tính thường đóng các vai như nhân vật gây hài hoặc nhân vật phản diện trong các bộ phim chính thống của Thái Lan, nhưng đã có một số bộ phim cho những người đồng tính và kathoey trở thành những nhân vật chính. Transvestite và đồng tính nam còn được gọi là "tdoot", bắt nguồn từ tựa đề của bộ phim Mỹ năm 1982 Tootsie.
Một trong số đó là Iron Ladies của Youngyooth Thongkonthun hay Satree lek, dựa trên một câu chuyện có thật về đội bóng chuyền nam gay transsexual/transvestite giành chức vô địch quốc gia năm 1996. Bộ phim gây được chú ý ở nhiều liên hoan phim quốc tế. Bộ phim hài năm 2000 có ra mắt phần tiếp theo vào năm 2003 The Iron Ladies 2 (Satree lek 2).
Dựa trên một sự cố có thật, bộ phim năm 2002 Saving Private Tootsie kể về câu chuyện của một nhóm nghệ sĩ đồng tính và kathoey bị lạc trong lãnh thổ rừng rậm đang bạo loạn sau khi máy bay của họ gặp nạn. Một đội quân của Thái Lan, dẫn đầu bởi một trung sĩ cộc cằn, homophobia do diễn viên kỳ cựu Sorapong Chatree thủ vai, đi giải cứu.
Và cuộc đời của nhà vô địch Muay Thai chuyển giới Parinya Kiatbusaba (hoặc Nong Tum) có liên quan trong bộ phim Beautiful Boxer năm 2003, được đạo diễn bởi Ekachai Uekorngtham. Không giống The Iron Ladies, Beautiful Boxer mang ít tính hài hước hơn trong nhịp phim.
Bộ phim năm 2003 Tropical Malady của đạo diễn Apichatpong Weerasethakul, miêu tả một mối tình lãng mạn giữa một người lính quân đội Thái Lan và một chàng trai thị trấn nhỏ ở địa phương. Câu chuyện của bộ phim sau đó chuyển đột ngột ở đoạn giữa để liên kết với truyện dân gian về một con hổ Shaman giáo với người lính một mình trong rừng, bị ám bởi linh hồn của con hổ. Bộ phim đã giành giải thưởng của ban giám khảo tại Liên hoan phim Cannes. Apichatpong cũng đồng đạo diễn bộ phim kỹ thuật số kinh phí thấp The Adventure of Iron Pussy, với nghệ sĩ Michael Shaowanasai trong vai một điệp viên bí mật chuyển giới. Là một vở nhạc kịch, bộ phim là sự tôn kính và giễu nhại các bộ phim Thái Lan những năm 1960 và 70, trong đó Shaowansai lấy hình tượng nhân vật của mình dựa trên nữ diễn viên Petchara Chaowarat.
Năm 2005, bộ phim Thái Lan Rainbow Boys, mô tả một mối quan hệ đồng tính đương đại, được sản xuất bởi Vitaya Saeng-aroon, được cho phép phát hành với suất chiếu giới hạn. Vitaya cũng sản xuất bộ phim truyền hình hài Club M2, lấy bối cảnh trong một phòng tắm hơi đồng tính. Và trong năm 2006 có bộ phim The Last Song, một phiên bản làm lại từ một bộ phim Thái Lan năm 1985 về một vũ công quán rượu chuyển giới và cuộc đấu tranh của cô để tìm kiếm sự chấp nhận và tình yêu đích thực.
Me... Myself (tiếng Thái: ขอให้รักจงเจริญ hay Kaw hai rak jong jaroen) là một bộ phim tình cảm lãng mạn Thái Lan năm 2007 được viết và đạo diễn bởi nam diễn viên-ca sĩ Pongpat Wachirabunjong. Trong phim, Ananda Everingham đóng vai một vũ công nam trong một quán rượu transvestite, người phải tìm lại chính mình sau khi bị tai nạn xe và bị mất trí nhớ.
Một bộ phim khác vào năm 2007 Bangkok Love Story, được đạo diễn bởi Poj Arnon, được giới phê bình ca ngợi là một sự khởi đầu từ quan điểm rập khuôn của những người đồng tính luyến ái là transvestites và transsexuals.
Nhà sản xuất phim độc lập đồng tính Thái Lan cũng ca ngợi bộ phim tương tự, cho rằng đạo diễn Poj Arnon "đủ can đảm để làm rung chuyển xã hội".
Năm 2011, Insects in the Backyard của Thanwarin Sukhaphisit là một bộ phim mô tả cuộc đấu tranh của một gia đình trong đó cuộc sống của một cậu con trai và con gái chuyển giới bị dằn vặt vì thiếu giao tiếp và không có khả năng giao tiếp với cha ruột đến mức cuối cùng họ bán thân xác của mình một cách vô ích để thoát khỏi cuộc sống của chính họ. Phim trở thành bộ phim đầu tiên bị xếp hạng Haw Heep, tức bị cấm phát hành và trình chiếu. Trong phim, có một cảnh mà hội đồng phê bình phim quốc gia coi là khiêu dâm và vì vậy bị khẳng định gây cản trở trật tự quốc gia.
Năm 2012, It Gets Better của Thanwarin được tiếp thị cho khán giả nhiều hơn và được ủy ban phim thừa nhận. Bộ phim miêu tả câu chuyện về một cậu bé có cha buộc cậu trở thành một nhà sư sau khi cậu bắt cậu ta mặc quần áo của mẹ mình và nhảy múa khắp phòng. Lúc đầu, cậu bé chống cự, nhưng sau đó bị quyến rũ bởi vẻ đẹp của nhà sư bước ra từ chùa và vì vậy ngay lập tức thay đổi suy nghĩ của mình. Câu chuyện diễn ra cùng với hai câu chuyện khác, một người đàn ông trở về Thái Lan để bán doanh nghiệp của cha mình và người phụ nữ khác có mục đích dường như không rõ ràng trong suốt câu chuyện cho đến khi kết thúc. Chúng ta có thể phát hiện ra rằng nhà sư là người phụ nữ, người đã quay lại để gặp cha mình nhưng bị một tên trộm giết chết trước khi cô có thể gặp ông. Hóa ra câu lạc bộ khiêu vũ/bar là của cô ấy và cái chết của cô là lý do khiến con trai cô trở lại Thái Lan; danh tính của cha anh ta được giữ trong suốt cuộc đời của anh, nhưng sau khi anh biết được mọi thứ từ văn phòng của cha ruột, anh đã đến gặp ông nội và câu chuyện kết thúc.

### Sử thi
Một thể loại chính khác của ngành công nghiệp điện ảnh Thái Lan, trong đó tác phẩm lớn nhất là The Legend of Suriyothai vào năm 2003 của Chatrichalerm Yukol, người đã nghiên cứu trong nhiều năm để viết kịch bản. Với ngân sách khổng lồ, sự hỗ trợ từ hoàng gia và sự hợp tác trên toàn ngành công nghiệp điện ảnh của quốc gia, bộ phim này được coi là một "bộ phim quốc gia" thực sự. Một thiên anh hùng ca tiếp theo là King Naresuan năm 2007, kể về Vua Naresuan đại đế vào thế kỷ 16, đứng đầu ngân sách cho Suriyothai, và đã được chiếu trong hai phần.
Các sử thi khác bao gồm Bang Rajan của Thanit Jitnukul, người đã thực hiện một số sử thi chiến đấu lịch sử khác, bao gồm Sema: Warrior of Ayutthaya và Kun Pan: Legend of the Warlord.
Các tác phẩm sử thi gần đây là The Overture kể về cuộc đời của một nhạc sĩ trong cung điện từ cuối thế kỷ 19 đến những năm 1940 và The Tin Mine lấy bối cảnh tại một mỏ ở miền nam Thái Lan vào những năm 1950.

### Kinh dị
Nhiều bộ phim kinh dị Thái thời đầu như Mae Nak Phra Khanong năm 1958 và phim Krasue Sao (Ghosts of Guts Eater) năm 1973, tiếng Thái: กระสือสาว, kể về Mae Nak và Krasue, những con ma ở các ngôi làng cổ xuất hiện phổ biến trong các câu truyện dân gian của Thái Lan.
Nang Nak của Nonzee Nimibutr năm 1999 là một câu chuyện ma dựa trên cùng một chủ đề dân gian đã được tái hiện hàng chục lần trong suốt lịch sử điện ảnh và truyền hình Thái nhưng nó đã trở thành bộ phim kinh dị và hồi hộp mới mẻ của Thái Lan. Ngoài ra còn có The Eye của anh em Pang, tuyển tập phim xuyên châu Á Three của Nonzee, Bangkok Haunted với đạo diễn là Pisuth Praesaeng-Iam và Oxide Pang và bộ phim năm 2004 Shutter phá vỡ doanh thu vòng vé của Banjong Pisonthanakun và Parkpoom Wongpoom.
Năm 2013, Pee Mak Phra Khanong - một spin-off khác của văn hóa dân gian Mae Nak- đã trở thành một hiện tượng ngay lập tức trên khắp Đông Nam Á, kiếm được hơn 1 tỷ bath. Pee Mak hiện là bộ phim Thái có doanh thu cao nhất trong lịch sử điện ảnh Thái Lan.
Ví dụ về các bộ phim slasher bao gồm Art of the Devil và phần tiếp theo vào năm 2005 (Long khong), cũng như Scared và Narok (Hell) cũng vào năm 2005.
Thể loại kinh dị cũng đã cho ra một số bộ phim thể loại hài kinh dị, đáng chú ý nhất là các bộ phim của Yuthlert Sippapak, Buppah Rahtree (xuất hiện tại Liên hoan phim quốc tế Toronto) và phần tiếp theo Krasue Valentine. Thậm chí đã có một bộ phim zombie, là SARS Wars vào năm 2004.

### Phim âm nhạc
Phim âm nhạc thành công nhất là Monrak luk thung (Magical Love in the Countryside) năm 1970, với các diễn viên chính Mitr Chaibancha và Petchara Chaowarat. Nó cực kỳ nổi tiếng, được chiếu trong các rạp trong sáu tháng.
Kết quả, một thể loại nhạc kịch luk thung mới hoàn toàn, ghi lại cuộc sống nông thôn của Thái Lan ở Isan đã được tạo ra. Một ví dụ khác là vở hài kịch âm nhạc năm 1971 Ai Tui (Mr. Tui) của Dokdin Kanyamarn, với các diễn viên chính là Sombat Metanee và Petchara.
Năm 2001, có hai bộ phim kỷ niệm luk thung, bộ phim hài về cuộc thi ca hát Monpleng Luk Thung FM (Hoedown Showdown) và bộ phim của Pen-Ek Ratanaruang là Monrak Transistor, nhằm vinh danh những cống hiến âm nhạc của Suraphol Sombatcharoen. Và vào năm 2005, diễn viên hài-diễn viên-đạo diễn Petchtai Wongkamlao đã viết, đạo diễn và đóng vai chính trong Yam Yasothon là một sự tôn kính đầy sắc thái cho nhạc kịch thập niên 1970. Đó là một trong những bộ phim hàng đầu tại phòng vé Thái Lan.

### Lãng mạn
Những câu chuyện tình lãng mạn, tình cảm được khán giả yêu thích. Trong lịch sử, bộ phim thập niên 1970 Plae Chow (The Old Scar) của Cherd Songsri là một câu chuyện kinh điển về một chuyện tình buồn và là một trong những bộ phim Thái Lan đầu tiên đạt thành công quốc tế.
Trong thập niên 1980, Baan Sai Thong dựa trên tiểu thuyết Kor Surangkanang là một tác phẩm thành công. Các ví dụ gần đây hơn bao gồm The Letter.
Phim lãng mạn thời thơ ấu bùng nổ với Fan Chan vào năm 2003, được thực hiện bởi sáu đạo diễn. Là một trong sáu đạo diễn đó Komgrit Treewimol tiếp tục làm phim về chuyện tình lãng mạn thời đại học Dear Dakanda. Bộ phim là hiện tượng năm 2005, nhưng phải mất ba năm để hoàn thành viết kịch bản, chọn diễn viên, quay phim và hậu kỳ.

### Phim tuổi teen
Là một thể loại khác, các bộ phim tuổi teen chào sân vào những năm 1970, với Wai Ounlawon của đạo diễn Piak Poster, nói về một chàng trai trẻ bị một cô gái tuổi teen tán tỉnh khiến anh ta phải đối mặt với sự hiểu lầm của cha cô gái. Bộ phim được thực hiện tiếp sau 30 năm với cùng diễn viên, khi cặp đôi đó giờ đây đã có con trong phần tiếp theo của phim vào năm 2005 Wai Ounlawon 4 (Oops... There's Dad).
Âm nhạc là một thành phần quan trọng của các bộ phim tuổi teen, với sự kết hợp âm nhạc nổi bật trong phim và album nhạc phim sẽ là một hit nổi tiếng. Đây là trường hợp của Wai Ounlawon và phần tiếp theo gần đây của nó.
Một bộ phim đáng chú ý khác của thể loại này là Fake, đó là bộ phim đầu tay của Thanakorn Pongsuwan. Phong cách thu hút, hiện đại của bộ phim thể hiện một bức ảnh sắc nét khái quát về thành phố Bangkok và tái hiện hợp lý về trò chơi cặp đôi theo các hình thức hiện nay.

### Phim ngắn
Trong phong trào phim độc lập đang phát triển, nhiều phim ngắn hiện đang được sản xuất và giới thiệu trong các liên hoan phim. Graceland một bộ phim của Anocha Suwichakornpong, về một kẻ mạo danh Elvis, đã được giới thiệu ở đấu trường Cinéfondation tại Liên hoan phim Cannes 2006. Đó là bộ phim ngắn đầu tiên của Thái Lan được chọn tại Cannes. Liên hoan phim ngắn ở Thái Lan bao gồm Liên hoan phim ngắn và video Thái Lan của Thai Film Foundation và Fat Film Festival của Fat Radio. Các chương trình phim ngắn của Thái Lan cũng được kết hợp cho Liên hoan phim quốc tế Bangkok và Liên hoan phim thế giới Bangkok. trong hai năm qua, CNXWOOD Studios đã đồng tài trợ cho Liên hoan phim, tại thành phố phía bắc của Chiang Mai kết hợp với Creative Kingdom Animation Studios Film.
Twelve Twenty (30 min) của Pen-ek Ratanaruang được thực hiện như một phần của dự án Phim ngắn kỹ thuật số của ba nhà làm phim Liên hoan phim quốc tế Jeonju năm 2006. Phim có sự tham gia của Ananda Everingham, có sự xuất hiện của diễn viên nói được hai ngôn ngữ người Mỹ Erich Fleshman và được quay bởi Christopher Doyle. Bộ phim ngắn được quay theo phong cách tối giản và chậm rãi di chuyển dọc theo các cuộc gặp gỡ của một người đàn ông và một người phụ nữ trên một chuyến bay đường dài, nơi họ dành 12 giờ 20 phút tiếp theo để đọc, uống, ăn và xem phim và ngủ bên kia mà không nói chuyện.

## Liên hoan phim và giải thưởng

### Liên hoan phim
Liên hoan phim ngắn và video Thái Lan được tổ chức lần đầu năm 1997. Liên hoan phim Bangkok bắt đầu vào năm 1998, và cuối cùng bị thay thế bởi Liên hoan phim quốc tế Bangkok, bắt đầu vào năm 2002 và được tổ chức bởi Cơ quan du lịch Thái Lan. Liên hoan phim thế giới Bangkok, được tài trợ bởi Nation Multimedia Group, bắt đầu vào năm 2003 và được tổ chức hàng năm vào tháng 10.
Năm 2007, Digital Forum đã được bắt đầu tại Bangkok như một sự phát triển của Liên hoan phim ngắn và video Thái Lan, để giới thiệu các sản phẩm video kỹ thuật số độc lập có thời lượng dài. Cũng trong năm 2007, lễ khai mạc Liên hoan phim Phuket đã được tổ chức. Năm 2008, Liên hoan phim Phangan (PFF) hàng năm được thành lập ở Koh Phangan, với trọng tâm là các bộ phim độc lập về tâm linh và môi trường từ khắp nơi trên thế giới. Vào năm 2009, sự kiện chị em của PFF, Liên hoan phim Samui (SFF) thường niên đã diễn ra lần đầu tiên ở Koh Samui.

### Giải thưởng điện ảnh
Giải thưởng điện ảnh đầu tiên ở Thái Lan là "Golden Doll" được trao bởi tạp chí Tukata Tong. Giải thưởng được trao lần đầu vào năm 1957. Bức tượng đầu tiên là vũ công với điệu nhảy Thái truyền thống và sau đó, nó được mô phỏng theo Phra Suratsawadi, vị thần nghệ thuật của người Thái - Hindu. Vua Bhumibol Adulyadej nhận giải vào các năm 1965 và 1966. Giải thưởng Tukata Tong đã bị ngừng sau tám năm do các vấn đề tổ chức, nhưng đã được hồi sinh vào năm 1974 bởi Hiệp hội Nhà báo Tin tức Giải trí Thái Lan.
Giải thưởng Hiệp hội Điện ảnh Quốc gia Thái Lan được tổ chức bởi Hiệp hội Nội dung và Điện ảnh Quốc gia. Tên của giải thưởng là Giải thưởng Subhanahongsa.
Ngoài ra còn có Hội phê bình Bangkok, trao giải thưởng được lựa chọn bởi một hội đồng khoảng 20 thành viên, với Giải thưởng Starpics là được trao bởi tạp chí Starpics và Giải thưởng Kom Chad Luek được trao bởi báo Kom Chad Luek.

## Nổi bật

### Diễn viên nam
- Mitr Chaibancha – Diễn viên nam huyền thoại hàng đầu Thái Lan những năm 1960 và 70, đã chết trong khi quay một cảnh đóng thế.
- Sombat Metanee – Diễn viên nam hàng đầu Thái Lan phá kỷ lục từ thập niên 1960 và 70.
- Tony Jaa – Ngôi sao hành động đương đại của Thái Lan, được biết đến với những pha hành động nguy hiểm trong Ong-Bak: Muay Thai Warrior and Tom-Yum-Goong.
- Mario Maurer – Diễn viên trẻ mang dòng máu Trung Quốc và Đức, được biết đến rộng rãi ở châu Á thông qua diễn xuất trong bộ phim The Love of Siam

### Diễn viên nữ
- Petchara Chaowarat – Diễn viên nữ mang tính biểu tượng hàng đầu của phim Thái Lan trong thập niên 1960 và 70.

### Nhà quay phim
- Ampornpol Yukol –
- Charnkit Chamnivikaipong –
- Phuttiphong Aroonpheng –

### Đạo diễn
- Aditya Assarat – Đạo diễn phim Wonderful Town và Hiso, thắng giải Tiger Award tại Liên hoan phim quốc tế Rotterdam lần thứ 37.
- Anocha Suwichakornpong – Đạo diễn phim Mundane History, thắng giải Tiger Award tại Liên hoan phim quốc tế Rotterdam lần thứ 39.
- Apichatpong Weerasethakul – Đạo diễn tiên phong, thắng ba giải tại Liên hoan phim Cannes, bao gồm Palme d'Or vào năm 2010.
- Chatrichalerm Yukol – Đạo diễn kỳ cựu, nhà sản xuất The Legend of Suriyothai cũng như những bộ phim về xã hội từ thập niên 1970 đến thập niên 90.
- Cherd Songsri – Một trong những đạo diễn đầu tiên của Thái Lan làm phim cho khán giả quốc tế.
- Nontawat Numbenchapol – Đạo diễn của By the River, đã giành được giải Cineasti del Presente - Special Mention Award tại Liên hoan phim quốc tế Locarno lần thứ 67.
- Nawapol Thamrongrattanarit – Đạo diễn phim 36, đã giành giải thưởng New Currents Award và giải FIPRESCI (Liên đoàn phê bình phim quốc tế) Liên hoan phim quốc tế Busanl lần thứ 18.
- Nonzee Nimibutr – Là một trong số các đạo diễn đầu tiên vào cuối những năm 1990 làm sống dậy ngành công nghiệp điện ảnh Thái Lan.
- Pen-Ek Ratanaruang – Những bộ phim của ông thường được trình chiếu tại các liên hoan phim quốc tế lớn.
- Rattana Pestonji – Đạo diễn tiên phong, là đạo diễn đầu tiên của Thái Lan có phim trong đấu trường quốc tế.
- Sivaroj Kongsakul – Đạo diễn phim Eternity (ที่รัก), thắng giải Tiger Award tại Liên hoan phim quốc tế Rotterdam lần thứ 40.
- Thunska Pansittivorakul – Đạo diễn Voodoo Girls.
- Wichanon Somunjarn – Đạo diễn In April the Following Year, There Was a Fire, được đề cử giải Tiger Award tại Liên hoan phim quốc tế Rotterdam năm 2011.
- Wisit Sasanatieng – Đạo diễn Tears of the Black Tiger và Citizen Dog; cũng là một nhà biên kịch được chú ý.

### Biên tập phim
- Patamanadda Yukol – Con gái cả của Chatrichalerm Yukol, bà đã làm việc với cha mình trong The Legend of Suriyothai nhưng được chú ý nhiều hơn khi làm việc với Pen-Ek Ratanaruang cho ra các tác phẩm Fun Bar Karaoke, Monrak Transistor, Last Life in the Universe và Invisible Waves.
- Lee Chatametikool – Làm việc với Apichatpong Weerasethakul trong Blissfully Yours và Tropical Malady.

### Nhà sản xuất

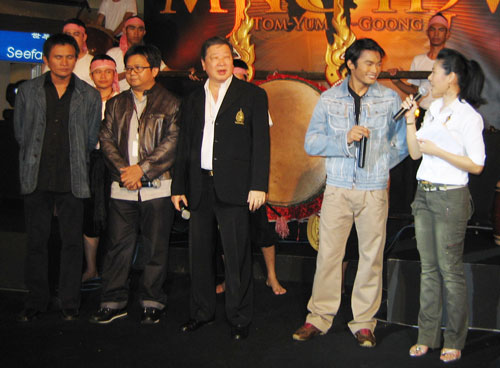
Trong buổi ra mắt báo chí bộ phim Tom-Yum-Goong ở Thái Lan, từ trái, biên đạo hành động Panna Rittikrai, đạo diễn Prachya Pinkaew, nhà sản xuất Somsak Techaratanaprasert và diễn viên võ thuật Tony Jaa.

- Adirek Wattaleela – Thường được ghi công trạng đơn giản "Uncle", ông từng đứng đầu nhà sản xuất Film Bangkok (nay đã đóng cửa), đứng sau các đình đám như Bangkok Dangerous và Tears of the Black Tiger. Ông cũng là một đạo diễn, biên kịch, biên tập viên, và diễn viên hài.
- Duangkamol Limcharoen – Làm việc với Nonzee Nimibutr và Pen-Ek Ratanaruang, bà thành lập hãng sản xuất Cinemasia và giúp thúc đẩy xu hướng sản xuất phim châu Á ở Thái Lan. Bà mất năm 2003.
- Mingmongkol Sonakul – Giám đốc và nhà sản xuất độc lập; đã đảm nhận các tác phẩm của Pen-Ek Ratanaruang bao gồm Invisible Waves và Twenty Twenty. Bà cũng làm việc chặt chẽ với GTH trong các dự án như Alone.
- Prachya Pinkaew – Còn là đạo diễn của Ong-Bak và Tom-Yum-Goong, hãng sản xuất Baa Ram Ewe của ông được thấy trên nhiều bộ phim Thái Lan..
- Somsak Techaratanaprasert – Giám đốc điều hành của Sahamongkol Film International, ông đã đứng sau nhiều bộ phim đình đám, bao gồm Ong-Bak: Muay Thai Warrior.
- Soros Sukhum (known as Thongdee) – Nhà sản xuất độc lập; Đối tác của Song Sound Production and Mosquito Films; được coi là một trong những nhà sản xuất độc lập linh hoạt và quan trọng nhất làm việc tại Thái Lan; ông ủng hộ thế hệ các nhà làm phim Thái Lan mới bao gồm Aditya Assarat, Sivaroj Kongsakul, Anocha Suwichakornpong, Nawapol Thamrongrattanarit và Lee Chatametikool.[32]

### Biên kịch
- Kongdej Jaturanrasamee – Viết kịch bản cho các bộ phim như Tom-Yum-Goong và Noo Hin: The Movie.
- Prabda Yoon – Làm việc với Pen-Ek Ratanaruang trong Last Life in the Universe và Invisible Waves.

## Các phim nổi bật
Bản mẫu:Thai film list
- 1923 - Miss Suwanna of Siam: mặc dù đồng sản xuất với Hollywood, nhưng nó thường được coi là bộ phim đầu tiên của Thái Lan.
- 1927 - Chok Sorng Chan (Double Luck): Bộ phim đầu tay được thực hiện hoàn toàn bởi người Thái.
- 1940 - King of the White Elephant: một thiên anh hùng ca lịch sử bằng tiếng Anh với thông điệp chống chiến tranh, được sản xuất bởi Pridi Phanomyong.
- 1954 - Santi-Weena: bộ phim Thái Lan đầu tiên được đưa ra đấu trường nước ngoài (Liên hoan phim châu Á Thái Bình Dương 1954 tại Tokyo).
- 1961 - Black Silk: bộ phim Thái Lan đầu tiên tại đấu trường Liên hoan phim quốc tế Berlin.
- 1970 - Monrak luk thung: với sự tham gia của Mitr Chaibancha và Petchara Chaowarat, là một vở nhạc kịch luk thung cực kỳ nổi tiếng, được chiếu trong rạp chiếu phim trong suốt sáu tháng.
- 1973 - Khao Chue Karn (Dr. Karn): được đạo diễn bởi Chatrichalerm Yukol, nó gần như bị cấm vì cái nhìn gây tranh cãi về tham nhũng trong nền công vụ Thái Lan.
- 1977 - Plae Kao (The Scar): được đạo diễn bởi Cherd Songsri, đó là bộ phim Thái Lan thành công nhất tại phòng vé thời đó; cũng là người chiến thắng giải thưởng tại Liên hoan Ba châu lục ở Nantes, Pháp.
- 1979 - The Adventure of Sudsakorn: bộ phim hoạt hình hoàn thiện đầu tiên của Thái Lan, được đạo diễn bởi Payut Ngaokrachang.
- 1985 - Butterfly and Flowers: giành giải thưởng khi mô tả sự nghèo đói dọc biên giới Nam Thái Lan, do Euthana Mukdasanit đạo diễn.
- 2000 - Tears of the Black Tiger (Fah Talai Jone): được đạo diễn bởi Wisit Sasanatieng, đây là bộ phim Thái Lan đầu tiên được đưa vào chương trình Liên hoan phim Cannes.
- 2001 - The Legend of Suriyothai: Bản anh hùng ca của Chatrichalerm là bộ phim lớn nhất từng được làm trong ngành công nghiệp điện ảnh Thái Lan.
- 2002 - Blissfully Yours: được đạo diễn bởi Apichatpong Weerasethakul, đã giành được giải Un Unard Regard tại Liên hoan phim Cannes.
- 2002 - Butterfly Man: do Kaprice Kea đạo diễn, đã giành được hai giải thưởng, Nữ diễn viên xuất sắc nhất Napakpapha Nakprasitte, Quay phim xuất sắc nhất Mark Duffield tại Liên hoan phim Slamdunk năm 2003.
- 2003 - Tropical Malady: của Apichatpong Weerasethakul, đã được trao giải thưởng của ban giám khảo trong cuộc thi chính tại Liên hoan phim Cannes.
- 2004 - The Overture: của Ittisoontorn Vichailak, đã được trao một số giải thưởng ở Thái Lan và là lựa chọn chính thức của quốc gia cho Giải thưởng Hàn lâm hạng mục Phim ngoại ngữ xuất sắc nhất.
- 2006 - Dek hor: của Songyos Sugmakanan đã được trao giải thưởng Crystal Bear tại Liên hoan phim Berlin.
- 2007 - Wonderful Town: của Aditya Assarat đã được trao giải thưởng của Ban giám khảo đặc biệt tại Liên hoan phim Las Palmas và giành giải thưởng Tiger tại Liên hoan phim quốc tế Rotterdam.
- 2008 - Ploy: của Pen-Ek Ratanaruang, đã được công chiếu trong Directors' Fortnight tại Liên hoan phim Cannes 2007.
- 2010 - Uncle Boonmee Who Can Recall His Past Lives: của Apichatpong Weerasethakul là bộ phim Thái Lan đầu tiên được trao giải Palme d'Or tại Liên hoan phim Cannes, bộ phim châu Á đầu tiên kể từ năm 1997.
- 2013 - Pee Mak Phra Khanong: của Banjong Pisanthanaku. Pee Mak đã kiếm được hơn 1 tỷ baht (33 triệu đô la) doanh thu trên toàn thế giới (chủ yếu ở châu Á), và hiện là bộ phim Thái Lan có doanh thu cao nhất mọi thời đại.